# Frédéric-Charles-Timothée Emmerich
Pour les articles homonymes, voir Emmerich.
Frédéric-Charles-Timothée Emmerich (Friedrich Karl Timotheus Emmerich en allemand), né le 15 février 1786 à Strasbourg et mort dans la même ville le 1er juin 1820, est un érudit, linguiste, pasteur et théologien alsacien qui est professeur au Séminaire protestant et à la Faculté de théologie de Strasbourg, également prédicateur à l'église Saint-Thomas de Strasbourg.

## Biographie
En terminant  ses études, Emmerich soutient pour son doctorat une thèse intitulée de Evangeliis secundum Hebrœos, Mgyptios, atque Justinum martyrem. Après avoir fait un voyage en Allemagne, il vient à Paris, et de retour à Strasbourg en 1809, il est nommé supérieur du collège de saint Thomas et professeur de langues anciennes au gymnase. En 1812, il est professeur agrégé au séminaire protestant, et devient, en 1819, professeur à la faculté de théologie. Dans le même temps il remplit les fonctions de ministre et prêche souvent à Saint-Thomas, où son éloquence attire de nombreux auditeurs.
Emmerich travaillait à une Histoire universelle qui, d’après ses élèves et ses amis, aurait surpassé tout ce qui existait à l’époque en ce genre, lorsqu’il est surpris par la mort, âgé seulement de 34 ans. Outre sa dissertation, il laisse un Choix de sermons, 1824, in-8.

## Hommages

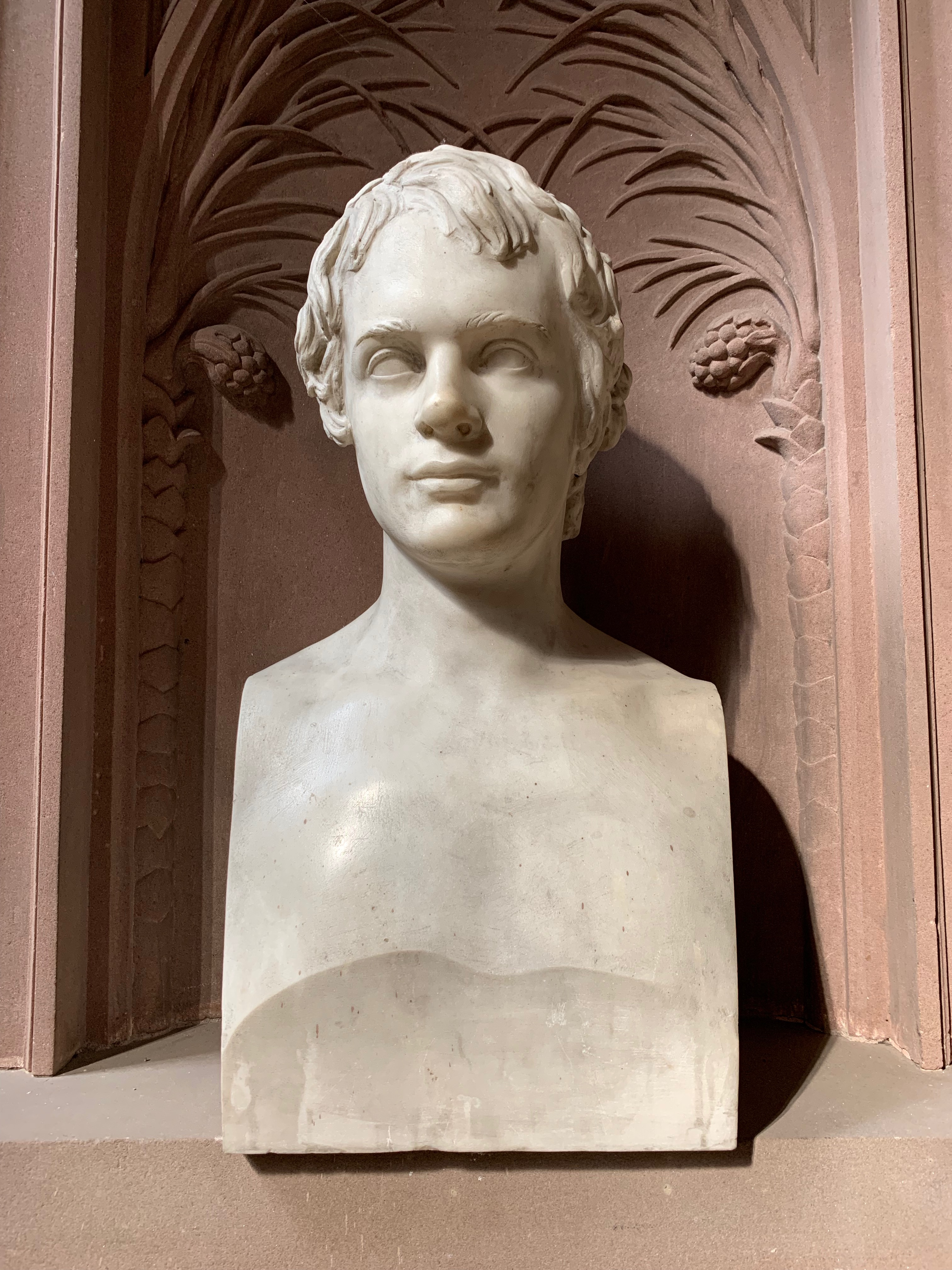
Buste par Landolin Ohmacht.

Son monument funéraire érigé à l’église Saint-Thomas de Strasbourg en 1820 comporte un buste sculpté par Landolin Ohmacht. En marbre blanc, il se détache d'une niche en grès rouge de forme néogothique, encadrée de fines branches de palmier.

Le socle porte l'inscription suivante : 

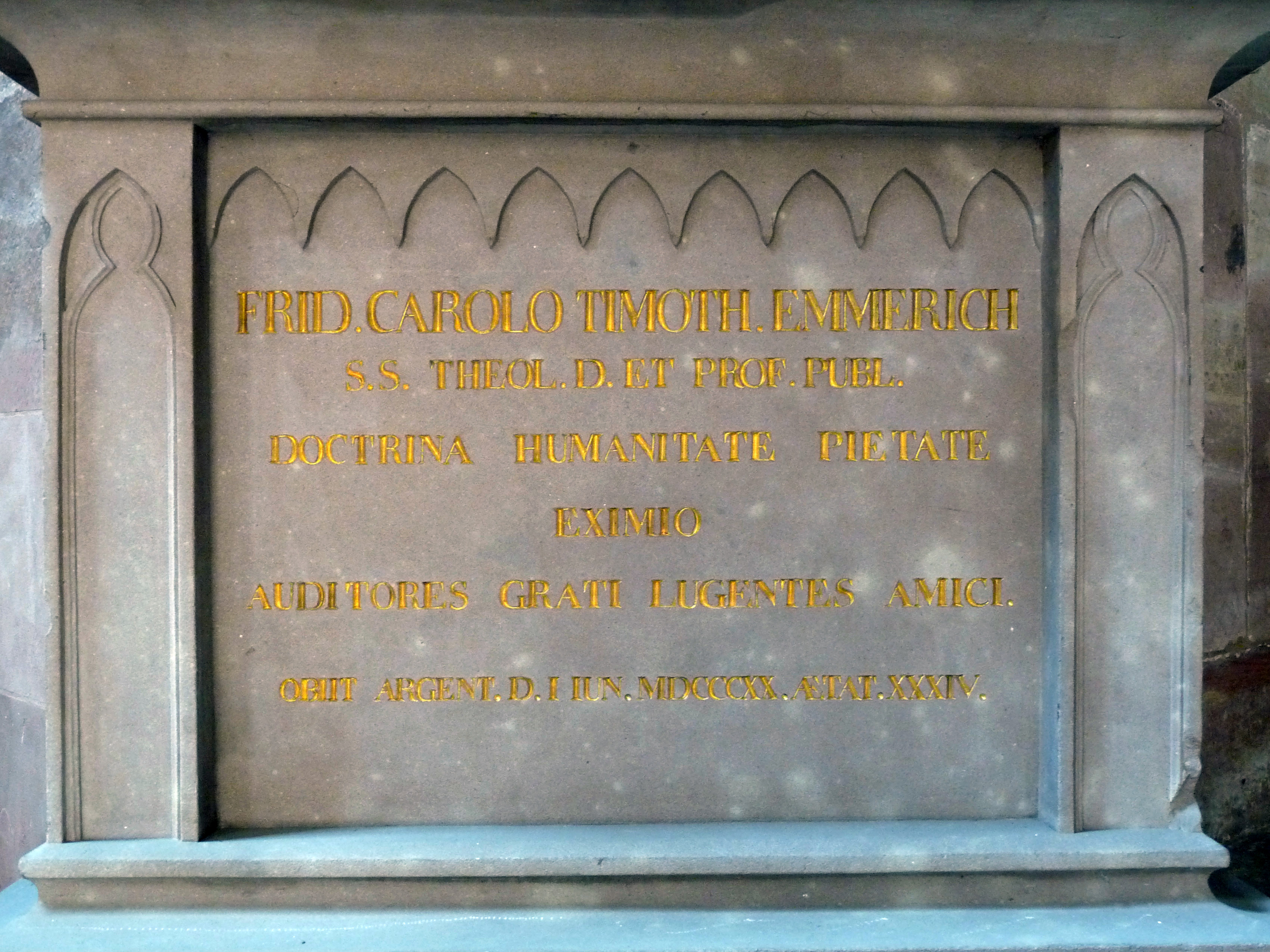
Inscription du socle.

« FRID(ERICO) CAROLO TIMOTH(EO) EMMERICH
S(ACRAE) S(ANCTAE) THEOL(OGIAE) D(OCTORI) ET PROF(ESSORI) PUBL(ICO)
DOCTRINA HUMANITATE PIETATE
 EXIMIO
 AUDITORES GRATI LUGENTES AMICI
OBIIT ARGENT(ORATI). D(IE) I IUN(II) MDCCCXX AETAT(IS) XXXIV. »

## Œuvres
- Versuch einer deutschen Sprachlehre, 1803.
- An meine Schueler den vier obern Classen : In den Herbstferien 1809, 1809.
- Was soll uns die Jubelfeyer der Reformation? Zwey Reden, 1817.
- Was soll der Christ in der heil. Schrift suchen, und wie soll er es suchen? Eine Predigt gehalten den 20. September 1818, 1818 ?
- Drey Predigten, 1820.